# Tierney-Halbinsel
Die Tierney-Halbinsel ist eine 22 km lange und vereiste Halbinsel am östlichen Ende der Thurston-Insel vor der Eights-Küste des westantarktischen Ellsworthlands, die im Kap Annawan seewärts endet. Sie liegt zwischen dem Savage-Gletscher und dem Morgan Inlet.
Entdeckt wurde sie im Februar 1960 bei Hubschrauberüberflügen von der USCGC Burton Island und der USS Glacier im Rahmen der von der United States Navy durchgeführten Forschungsreise in die Bellingshausen-See. Das Advisory Committee on Antarctic Names benannte ihn nach James Q. Tierney (* 1924), Ozeanograf an Bord des Eisbrechers USCGC Burton Island bei dieser Forschungsfahrt.